# 那珂川警察署
那珂川警察署（なかがわけいさつしょ）は、栃木県那須郡那珂川町にある栃木県警察の警察署である。那須郡那珂川町を管轄する。

## 沿革
1951年（昭和26年）10月1日、栃木県那須郡馬頭町に、栃木県国家地方警察の警察署として、馬頭地区警察署が設置された。それまで烏山地区警察署（現・那須烏山警察署）の管轄区域であった馬頭町、武茂村、大内村、大山田村を馬頭地区警察署の管轄区域とした。1953年（昭和28年）5月1日、小川町の管轄が烏山地区警察署から馬頭地区警察署に移った。馬頭地区警察署は、1954年（昭和29年）7月1日、新警察法の施行に伴い、栃木県警察の馬頭警察署となった。同日、馬頭町、武茂村、大内村、大山田村が合併し、改めて馬頭町が発足したため、馬頭警察署の管轄区域は、馬頭町および小川町となった。昭和52年3月、現在地に移転した。2005年（平成17年）10月1日に馬頭町と小川町とが合併し、那珂川町が成立したため、翌年4月1日、那珂川警察署に改称した。

## 駐在所
- 小砂駐在所 - 那須郡那珂川町小砂2698番地2
- 下郷駐在所 - 那須郡那珂川町大山田下郷1592番地2
- 大内駐在所 - 那須郡那珂川町大内2538番地
- 松野駐在所 - 那須郡那珂川町松野1420番地4
- 三輪駐在所 - 那須郡那珂川町三輪523番地2
- 小川駐在所 - 那須郡那珂川町小川2366番地2